# Adrián López Álvarez
Adrián López Álvarez (n. 8 ianuarie 1988), cunoscut simplu ca Adrián, este un fotbalist spaniol care evoluează la clubul spaniol Villarreal împrumutat de la Porto pe postul de atacant.

## Goluri internaționale

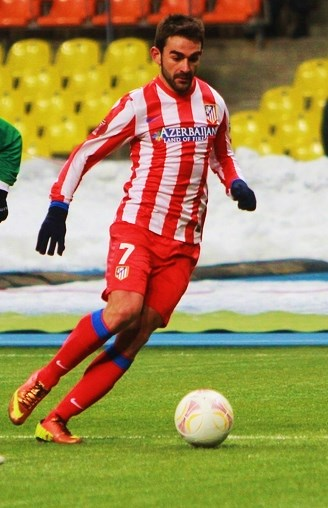
Adrián jucând la Atlético în 2013

| #  | Data        | Stadion                        | Oponent | Scor | Rezultat | Competiția  |
| -- | ----------- | ------------------------------ | ------- | ---- | -------- | ----------- |
| 1. | 26 mai 2012 | AFG Arena, St. Gallen, Elveția | Serbia  | 1–0  | 2–0      | Meci amical |

## Palmares

### Club
Atlético Madrid
- UEFA Europa League: 2011–12[1]
- La Liga: 2013–14[2]
- Supercupa Europei: 2012[3]
- Copa del Rey: 2012–13[4]
- Liga Campionilor UEFA

Finalist: 2013–14
- Supercopa de España

Finalist: 2013

### Națională
Spania U21
- Campionatul European de Fotbal U-21: 2011[8]

### Individual
- Gheata de Argint la Campionatul Mondial de Fotbal U-20: 2007[9]
- Campionatul European de Fotbal U-21: Gheata de Aur,[10] Echipa Turneului – 2011[11]

## Statistici
La 6 ianuarie 2014.
| Club            | Sezon         | Campionat | Campionat | Cupă    | Cupă   | Continental | Continental | Total   | Total  |
| Club            | Sezon         | Meciuri   | Goluri    | Meciuri | Goluri | Meciuri     | Goluri      | Meciuri | Goluri |
| --------------- | ------------- | --------- | --------- | ------- | ------ | ----------- | ----------- | ------- | ------ |
| Oviedo          | 2004–05       | 4         | 1         | 0       | 0      | –           | –           | 4       | 1      |
| Oviedo          | 2005–06       | 26        | 3         | 3       | 0      | –           | –           | 29      | 3      |
| Oviedo          | Total         | 30        | 4         | 3       | 0      | –           | –           | 33      | 4      |
| Deportivo       | 2006–07       | 15        | 1         | 6       | 1      | –           | –           | 21      | 2      |
| Deportivo       | 2007–08       | 7         | 0         | 1       | 0      | –           | –           | 8       | 0      |
| Deportivo       | Total         | 22        | 1         | 7       | 1      | –           | –           | 29      | 2      |
| Alavés          | 2007–08       | 10        | 3         | 0       | 0      | –           | –           | 10      | 3      |
| Alavés          | Total         | 10        | 3         | 0       | 0      | –           | –           | 10      | 3      |
| Deportivo       | 2008–09       | 0         | 0         | 0       | 0      | 2           | 0           | 2       | 0      |
| Málaga          | 2008–09       | 28        | 3         | 2       | 0      | –           | –           | 30      | 3      |
| Málaga          | Total         | 28        | 3         | 2       | 0      | 2           | 0           | 32      | 3      |
| Deportivo       | 2009–10       | 34        | 4         | 5       | 0      | –           | –           | 39      | 4      |
| Deportivo       | 2010–11       | 36        | 7         | 4       | 4      | –           | –           | 40      | 11     |
| Deportivo       | Total         | 70        | 12        | 9       | 4      | –           | –           | 79      | 15     |
| Atlético Madrid | 2011–12       | 36        | 7         | 2       | 1      | 19          | 11          | 57      | 19     |
| Atlético Madrid | 2012–13       | 32        | 3         | 7       | 1      | 9           | 0           | 48      | 4      |
| Atlético Madrid | 2013–14       | 22        | 1         | 8       | 0      | 8           | 2           | 38      | 3      |
| Atlético Madrid | Total         | 90        | 11        | 17      | 2      | 36          | 13          | 143     | 26     |
| Total carieră   | Total carieră | 250       | 33        | 38      | 7      | 38          | 13          | 326     | 53     |